# 估值折扣
在金融學裡，估值折扣或剃頭（英文：Haircut）是指從作為擔保或抵押品的資產市場價值中扣除的百分比。估值折扣的數量反襯出投資者持有資產的風險。但是，貸款人擁有整個資產的擔保物權。
比如，在投資者看來風險度很低的美國國庫券可能有1%的估值折扣，而投資者認為風險度高的股票期權的估值折扣可能高達30%。換句話說，1000美元的國庫券可被接納為990美元貸款的擔保，而1000美元的股票期權僅可作為700美元貸款的擔保。
越低的估值折扣可容許更高的資金槓桿。價值折扣廣泛用在附買回交易、附賣回交易等許多交易類型中。
歐洲央行把估值折扣應用在所有提供擔保的證券中，估值折扣的數量取決於作為擔保的證券的風險和流通性。